# Edson Braafheid
Edson René Braafheid (* 8. dubna 1983, Paramaribo, Surinam) je bývalý nizozemský fotbalový obránce a reprezentant, který svou kariéru ukončil 1. července 2021 v americkém týmu Palm Beach Stars. Hrál jako levý obránce a občasně jako stoper (střední obránce).

## Klubová kariéra
Svou profesionální kariéru zahájil v Nizozemsku, kde hrál od roku 2003 za kluby FC Utrecht a FC Twente. V zahraničí působil po Evropě v Bayernu Mnichov, Celtiku Glasgow, Hoffenheimu a Laziu; poté se vrátil do Nizozemska a v USA hrál na konci své kariéry v týmech Austin Bold FC a Palm Beach Stars, kde 1. července 2021 ukončil svou klubovou kariéru.

## Reprezentační kariéra
Edson Braafheid byl členem nizozemských mládežnických výběrů. Zúčastnil se Mistrovství Evropy hráčů do 21 let 2006 v Portugalsku, kde mladí Nizozemci vybojovali svůj první titul v této věkové kategorii, když porazili ve finále Ukrajinu 3:0. Na turnaji nastoupil ve třech zápasech.
V nizozemském reprezentačním A-mužstvu debutoval v přátelském zápase proti Tunisku 11. února 2009 (remíza 1:1).
Nizozemský reprezentační trenér Bert van Marwijk jej nominoval na Mistrovství světa 2010 v Jihoafrické republice, kde Nizozemsko získalo stříbrné medaile po porážce 0:1 ve finále se Španělskem.